# 阿里·施沙
阿里·施沙（Alie Sesay，1994年8月2日—），塞拉利昂足球運動員，司職中堅，現效力越南級足球聯賽球隊慶和。

## 球員生涯
施沙在2010年加盟李斯特城之前，曾經就讀阿仙奴青訓營 。2013年3月15日，他與李斯特城簽訂職業合同。施沙效力李斯特城三年間沒有獲得上陣機會，2014年1月24日外借至高車士打聯直至賽季結束。2015年10月，施沙外借至加盟英乙球隊剑桥联一個月。施沙於2015年離開李斯特城，2016年1月15日與班列特簽署一份為期18個月的合同，在2016-17年賽季僅出場五次後，他於2017年1月31日經雙方同意解約。
施沙離開英格蘭往外發展，2017年1月獲瑞典球隊艾斯基斯杜拿有興趣加盟，2017年1月他選擇加盟IK Frej。他在隊中擔任主力並多次擔任球隊隊長後，他在2018年賽季中途離開球隊。2018年8月6日，施沙加盟希臘甲組聯賽球隊哈尼亞.，施沙以哈尼亞年度最佳球員的身份結束這個賽季，他在25場希臘聯賽中幫助球隊取得12場不失球。2019年8月9日，施沙與保加利亞甲組聯賽球隊艾達卡迪薩利簽訂一份為期兩年的合同。2020年1月14日，施沙以18個月的合同加盟阿塞拜疆超級聯賽球隊施拉。2021年1月31日，施沙加盟阿塞拜疆超級聯賽球隊薩拜勒薩拜勒 。
施沙於2021年往亞洲發展，6月12日施沙加入印尼甲組聯賽球隊蘇亞巴亞。2021年9月11日迎戰佩斯卡保1973中首次亮相。2022-23年賽季，施沙成為另一支印尼甲組聯賽球隊PSIS施馬隆新加盟的外籍球員。
2023年1月20日，香港超級足球聯賽球隊理文宣佈簽入塞拉利昂球員塞拉利昂國腳中堅施沙，將會穿起94號球衣。2023年4月20日，施沙完場前建功，協助理文在雨戰以1：0絕殺東方，晉身菁英盃決賽，這是施沙加盟球會後的首個入球。

## 外部鏈接
- 阿里·施沙在 National-Football-Teams.com 上的出场纪录
- Soccerway資料庫：阿里·施沙